# Quenomen
Quenomen es la última reina de Zacapu. Sucedió a su esposo, Carómaco, en 1277. Acaudilló a los zacapuitas a independizarse del Imperio purépecha. Concertó una alianza con el imperio mixteco de Tututepec, y en 1283, entró en Apatzingán. Continuó al norte, hasta la isla de Janitzio, donde hubo una sangrienta batalla contra las fuerzas del irecha Tzéhtacu. Intentó huir, pero un guerrero purépecha disparó una flecha contra su canoa y se hundió. Se ignora el paradero de su cadáver. Tras su muerte, Zacapu se anexó definitivamente a Tzintzuntzan.